# Faculté d'architecture de l'université libre de Bruxelles
Pour les articles homonymes, voir La Cambre et Horta.
 (août 2016).
Si vous disposez d'ouvrages ou d'articles de référence ou si vous connaissez des sites web de qualité traitant du thème abordé ici, merci de compléter l'article en donnant les références utiles à sa vérifiabilité et en les liant à la section « Notes et références ».

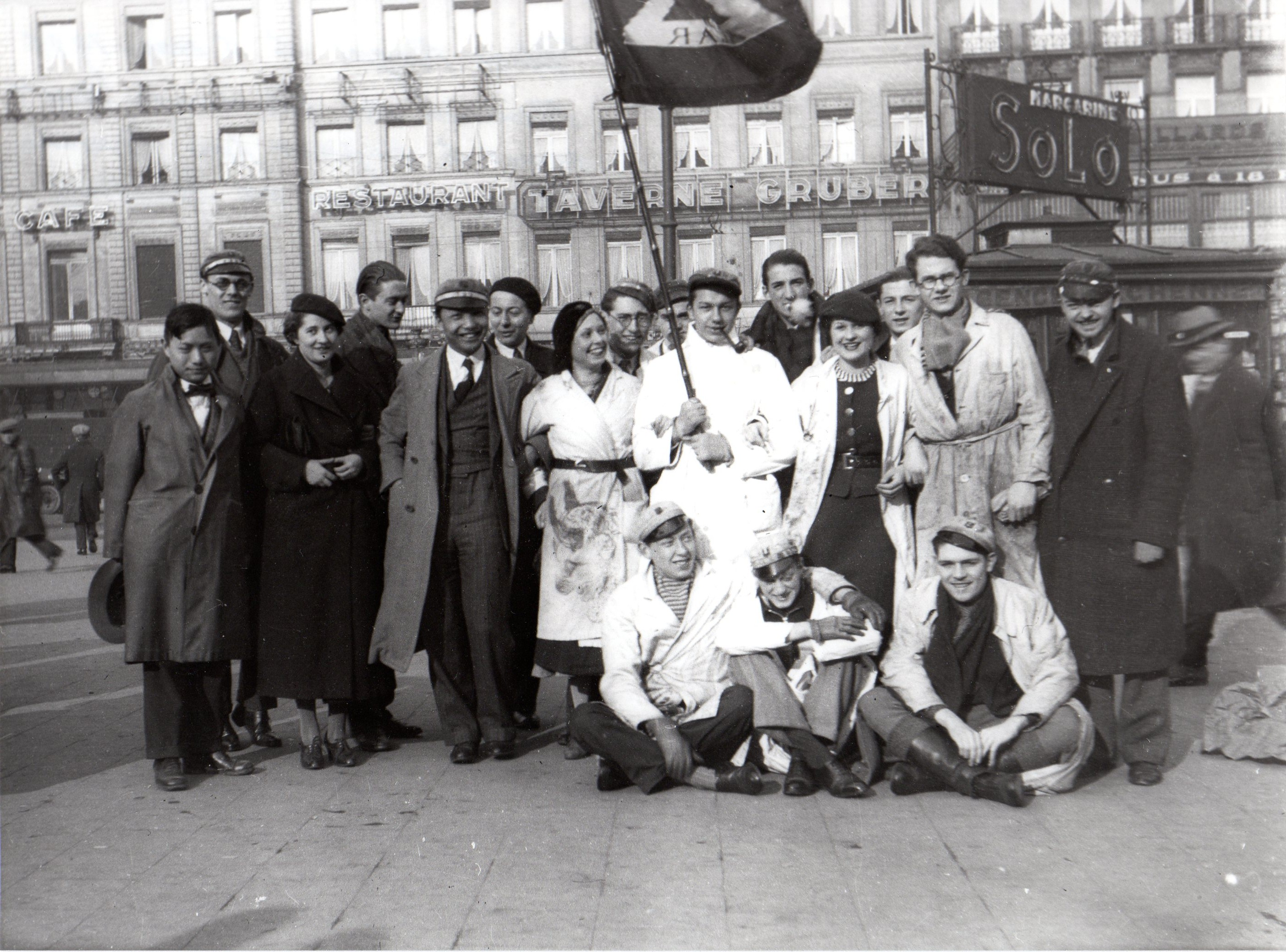
Un groupe d'étudiants de l'École d'architecture de l'Académie royale des beaux-arts de Bruxelles, qui disparaît en 1980 pour intégrer l'ISAI. Le porte-drapeau est Victor-Gaston Martiny (Photo Léon van Dievoet, 5 mars 1935).

La faculté d'architecture La Cambre-Horta est une faculté de l'université libre de Bruxelles fondée en 2009 et établie dans la commune d'Ixelles, en Belgique.
Elle est le résultat de la fusion de deux des trois anciens instituts d'architecture bruxellois. Il s'agit de l'une des deux facultés d'architecture francophones établies à Bruxelles, avec la faculté d'architecture LOCI de l'université de Louvain.

## Histoire

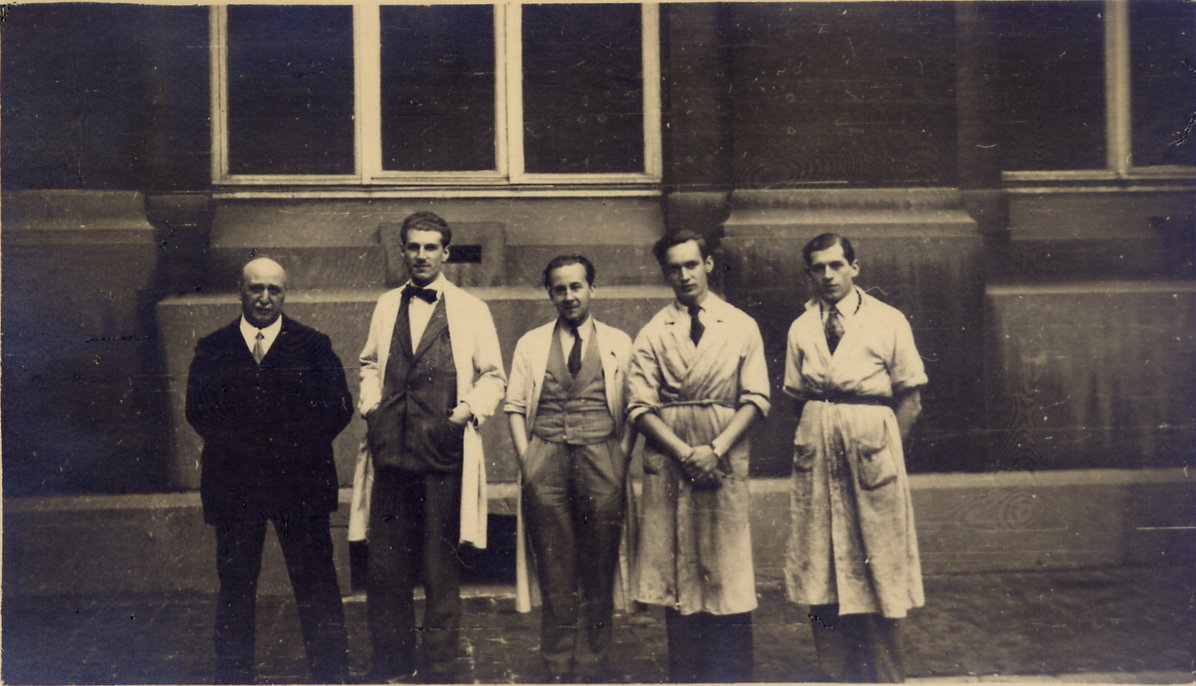
Joseph Van Neck (à gauche), professeur à l'École d'architecture de l'Académie royale des beaux-arts de Bruxelles, actuellement fusionnée avec la faculté d'architecture, accompagné de ses étudiants, de gauche à droite : Léon van Dievoet, Axel Lemesre, Jacques Devos, Jacques Donnay (juin 1935).

Lors de l'universitarisation de tous les instituts supérieurs d'architecture de Belgique, la faculté d'architecture a vu le jour à la suite de la fusion de deux instituts supérieurs d'architecture :
- l'Institut supérieur d'architecture intercommunal Victor Horta (ISAVH).
- l'Institut supérieur d'architecture de la Communauté française La Cambre (ISACF).

Cette fusion est liée au vote d'un décret en avril 2009 par le parlement de la Communauté française qui prévoit l'intégration de tous les Instituts d'architecture de la Communauté française au sein des universités francophones.
L'Institut supérieur d'architecture intercommunal, une intercommunale gérée par les villes de Liège, Mons et Bruxelles fondée en 1980 pour regrouper les écoles d'architectures de leurs trois académies des beaux-arts respectives, est scindée en trois pour rejoindre trois universités différentes. Les sites de Liège ('Lambert Lombard') et Mons deviennent des institutions publiques de la Fédération Wallonie-Bruxelles en intégrant respectivement l'université de Liège et la nouvelle université de Mons. Le site bruxellois 'Victor Horta' était établi à Ixelles et fût privatisé en intégrant l'université libre de Bruxelles.
La région bruxelloise comptait déjà un institut d'architecture public de la Fédération Wallonie-Bruxelles, celui de La Cambre ; ainsi que l'institut supérieur d'architecture Saint-Luc. La ville de Bruxelles souhaitait intégrer son institut Victor Horta au sein de l'université libre de Bruxelles. Il en fut finalement de même avec l'ISACF (La Cambre), également une institution publique, alors que l'ISA Saint-Luc Bruxelles, avec l'ISA Saint-Luc Tournai et le département d'architecture de Louvain-la-Neuve, fonda la faculté d'architecture, d'ingénierie architecturale, d'urbanisme de l'université de Louvain, établie à Bruxelles sur le campus UCLouvain Saint-Gilles. La faculté de l'ULB, institution de droit privé, fut finalement dénommée faculté d'architecture La Cambre-Horta et est implantée en partie sur le campus du Solbosch ainsi que sur la place Flagey, à Ixelles, où siégeait l'ISACF La Cambre.

## Formation
Bachelier (3 ans)
- Bachelier en architecture
- Bachelier en architecture du paysage organisés en collaboration avec l’Institut supérieur industriel agronomique (ISIa - Haute École Charlemagne) et Gembloux Agro-Bio Tech – (Université de Liège)

Masters (2 ans)
- Master en architecture
- Master en architecture du paysage organisés en collaboration avec l’Institut supérieur industriel agronomique (ISIa - Haute École Charlemagne) et Gembloux Agro-Bio Tech – (Université de Liège).

## Centres de recherche
La faculté comporte plusieurs centres de recherche :
- Centre Léonard de Vinci : Centre de recherche en architecture
- CLArA : Centre des laboratoires associés pour la recherche en architecture (AlIce, hortence, sASHa, LoUIse)
  - AlIice (co/CLArA) : Laboratoire d’informatique pour la conception et l’image en architecture
  - hortence (co/CLArA) : Laboratoire Histoire Théorie Critique
  - LoUIse (co/CLArA) : Laboratoire urbanisme infrastructure et écologie
  - sASha (co/CLArA) : Laboratoire architecture & sciences humaines
- Habiter : centre d'études en développement, territoire et paysages

## Associations étudiantes
- BEdA : ou Bureau des étudiants d’architecture, est le bureau des représentants étudiants au conseil d’administration de l'ULB. Il permet de représenter les étudiants au sein de diverses commissions (enseignement, sociale, culturelle, etc.) qui prennent de nombreuses décisions quant à la gestion de l'ULB.
- Le Cercle des architectes réunis (CARé) : est une association étudiante (association sans but lucratif) ayant un conseil d'administration d'environ trente personnes. Ce comité s'occupe de gérer et de proposer des activités aux étudiants tout au long de l'année académique.

L'activité la plus connue est l'organisation de la Nuit des architectes qui a lieu annuellement, le vendredi qui précède les congés de Pâques. Le bal clôture traditionnellement la semaine d'esquisse commune.
Parmi les autres activités, on peut citer : le baptême, le parrainage social, la vente de syllabi et notes de cours, organisation de séjour de ski, gestion du char des architectes à la Saint-Verhaegen, etc.
Le terme CARé est le nouveau nom du cercle depuis 2009, à la suite de la fusion des anciens cercles Victor Horta (CVH), La Cambre (CLC) et celui de l'Académie des beaux arts (ACA). Le cercle CARé fait partie de l'Association des cercles de l'ULB (ACE).

## Association post-facultaire: Archi ULB Alumni - SADBr
L'Archi ULB Alumni - SADBr, anciennement S.A.D.Br., Société des architectes diplômés de la Ville de Bruxelles, fondée en 1936, pour réunir tous les architectes diplômés de l'Académie royale des beaux-arts de Bruxelles, réunit actuellement[Quand ?] l’ensemble des diplômés de la Faculté d'Architecture ainsi que de ses instituts fondateurs. L'association fait partie des associations post-facultaires de l'U.A.E. (Union des Anciens Etudiants de l'ULB).
L’Archi ULB Alumni - SADBr asbl a ainsi pour but de resserrer des liens de fraternité entre les étudiants et les architectes diplômés de la Faculté d'architecture de l'Université Libre de Bruxelles et des instituts fondateurs : l’Institut Supérieur d’Architecture Victor Horta, l'Institut supérieur d'architecture de la Communauté Française La Cambre et l’Académie Royale des Beaux-Arts de Bruxelles, et de concourir au développement et à la propagation de l’enseignement, basé sur le principe du libre examen, de la Faculté d’Architecture La Cambre Horta.
L’association a également pour but l'étude, la protection et le développement des intérêts professionnels de ses membres, notamment à travers la valorisation de leur formation.
A cette fin, elle se veut :
1. Concourir à toute action ayant pour objet le développement d'un enseignement de l'architecture ;
2. Organiser et de développer pour ses membres des réunions, des études en commun, des conférences, des expositions, des excursions et des missions scientifiques et culturelles ;
3. Favoriser la publication et la diffusion des travaux et études de ses membres ainsi que ceux de tiers que ses membres auraient à connaître ;
4. Assurer le maintien et le développement des liens de camaraderie et de confraternité entre ses membres ;
5. Soutenir ou s'associer aux œuvres estudiantines par des dons, des subsides, l'organisation de séjour à l'étranger, de prix d'architecture, etc.

## Personnalités liées à la faculté

### Doyens
- 2010 - 2011 : Francis Metzger
- 2011 - 2012 : Jean-Louis Génard
- 2012 - 2013 : Francis Metzger
- 2013 - 2016 : Georges Pirson
- 2016 - 2019 : Pablo Lhoas[1]
- 2019 - 2022 : Pablo Lhoas
- 2022 - : Marcelle Rabinowicz

### Professeurs et enseignants
- Pierre Blondel, architecte
- Veronique Boone, ingénieure-architecte, enseignante et chercheuse
- Maud De Rijck, architecte
- Eve Deprez, architecte et enseignante en atelier de master[2]
- Suzanne Giovannini, architecte
- Kiran Katara, architecte et artiste[3]
- Pablo Lhoas, architecte et enseignant d'histoire de l'architecture.
- Irene Lund, architecte et archiviste[4]
- Marc Mawet, architecte
- Georges Pirson, architecte et enseignant d'art et technique de la représentation et de géométrie descriptive.
- Marianne Puttemans, historienne et enseignante d'histoire de l'architecture[5]
- Marcelle Rabinowicz, architecte
- Didier Vancutsem, architecte-paysagiste, urbaniste.

### Professeurs et enseignants honoraires
- Carlo R. Chapelle, historien d'art.
- Luc Deleuze, architecte

- Francis Metzger, architecte et responsable d'atelier en master.

### Docteur Honoris Causa
- 2012 : Anne Lacaton, architecte, France[6]

## Activités éditoriales
Depuis 2013, sur initiative de C.L.A.R.A (Centre des Laboratoires Associés pour la Recherche en Architecture), la Faculté publie une revue scientifique en co-édition avec les éditions Mardaga CLARA Architecture/Recherche. Les contenus de la revue sont en accès libre (téléchargeables gratuitement) depuis le site officiel de la revue.